# Zarza la Mayor
Zarza la Mayor és un municipi de la província de Càceres, a la comunitat autònoma d'Extremadura (Espanya). És el poble més occidental de la comarca de les Vegas del Alagón i l'únic municipi d'aquesta comarca que té frontera amb Portugal. Se situant quatre quilòmetres en línia recta de Salvaterra do Extrem.
La principal carretera del municipi és l'EX-117, que uneix Moraleja i Alcántara passant per Zarza. El municipi va tenir importància durant la invasió musulmana de la península Ibèrica, com demostren fortaleses que encara es conserven, com ara Ratxa-Rachel i el Casti de Bernardo. Després de la Reconquesta, l'Orde d'Alcantara va repoblar el lloc en crear l'encomana de Peñafiel i la Çarça. Titulada vila des del 1356, la localitat va viure una època d'esplendor al segle xvi que va ser frenada amb la Guerra de Restauració portuguesa, en la qual els portuguesos van forçar l'exili dels zarcenyos entre 1665 i 1668. Va tornar a ser ocupat durant la Guerra de Successió Espanyola entre 1705 i 1713.
Fruit de la seva complexa història, Zarza alberga una bona quantitat de monuments, entre els quals destaca l'Església de Sant Andrés Apòstol, declarada conjunt històric-artístic el 1982, així com diverses ermites i castells.

## Demografia
Evolució demogràfica des de 1900:
| 1900  | 1910  | 1920  | 1930  | 1940  | 1950  | 1960  | 1970  | 1981  | 1991  | 2001  | 2010  |
| 3.361 | 3.386 | 3.740 | 3.925 | 4.335 | 4.535 | 3.876 | 2.753 | 1.958 | 1.654 | 1.691 | 1.405 |

## Localització
Situada al nord-oest de la província de Càceres i a la mateixa frontera amb Portugal de la qual la separa el riu Eljas, a l'altra riba que fa de frontera es troba Salvaterra do Extrem, per la part sud limita amb Piedras Albas a 14 km de distància; per l'est amb el terme de Ceclavín, separat pel riu Alagón i una distància entre tots dos pobles d'11 km; i pel nord limita amb Moraleja a 28 km, la distància cap a Càceres és de 90 km.

## Història

### Prehistoria
L'actual poble de Zarza la Major, té el seu origen a l'època prehistòrica. Per aquell temps, els celtes procedents del centre d'Europa van arribar a la península Ibèrica. Aquesta ètnia estava constituïda per diferents tribus que van emigrar ver diferents territoris. A la zona compresa per les províncies de Salamanca, Àvila i el nord de la de Càceres s'hi van instal·lar elsvetons, el primer poble conegut per habitar l'actual terme de Zarza.
Del primer mil·lenni aC, l'edat del ferro es conserven una infinitat de ruïnes que delaten l'organització social i estructura econòmica que va caracteritzar la vida diària. Cobren importància abans de res les restes relatives a l'arquitectura funerària. Hi ha un ampli nombre de dolmens, entre els quals destaca l'anomenat «Pata de Buey» (Pota de Bou), situat al nord de Zarza la Major. Aquest monument respon a la tipologia de sepultures de falsa cúpula, abundants al nord de la província cacereña.

### Roma
La forma de vida relativament pacífica dels vetons, basada en l'aprofitament ramader dels extensos pasturatges que envoltaven els poblats, es va veure sobtadament trastornada per l'arribada dels cartaginesos i, poc després, dels romans. Tots dos es van enfrontar per ocupar la zona, i van implicar en la disputa els pobles autòctons, en aquest cas els vetons. Durant aquesta època a causa de l'ambient hostil, un nou tipus d'hàbitat va parèixer. Es va deixar la plana per llocs de difícil accés, mes fàcil per defendre's contra els invasors. De les restes que es conserven restes, el poblat castrense de les Morerasel n'és l'exemple més representatiu.
Després de les guerres, sota el regne de la victoriosa Roma, va començar un llarg període de pau i bonança, durant el qual es va crear un assentament romà del qual es van trobar vestigis al lloc Que més tard esdevindrà l'actual Zarza la Major.
A partir de la segona meitat de l'I mil·lenni aC, comencen a sorgir un bon nombre de poblats tipus oppidum o vil·la deguts al nou model urbà implantat per Roma, de les quals nombroses troballes arqueològiques donen fe. És sobretot l'aparició de làpides i cipos funeraris amb caràcters llatins, els que ofereixen interessants dades sobre aquest crucial moment. Entre totes les laudes mereix destacar-se una, que conté un nom, «Interamnia». Els últims estudis científics semblen confirmar que va ser la primera denominació de Zarza la Major. Es tractava d'una població estipendiària, englobada a la província de Lusitània, la importància palesa amb la seva inclusió en la làpida commemorativa per l'erecció del Pont romà d'Alcántara, situat a gairebè trenta quilòmetres de l'actual vila de Zarza.
La fructífera etapa llatina va acabar bruscament. Van ser les invasions de pobles bàrbars les que van sumir en ombres l'època següent, de la qual només tenim vagues referències que incideixen sobre contínues guerres que van dificultar la vida dels camperols. I aquesta va ser la tònica dominant fins a l'entrada en escena dels àrabs al segle viii.

### Època musulmana
L'ètnia berber va ocupar els antics assentaments romans i recuperar la tradició ramadera com a mitjà bàsic entorn del qual girava la vida rutinària. Entre els àrabs van existir diferències internes que van provocar nous conflictes bèl·lics. Per aquest motiu l'arquitectura de tipus militar va cobrar gran importància. En el terme zarcenyo queden encara exemples de gallardes fortaleses construïdes en aquest temps i que, unes vegades ocupant les crestes de la serra i unes altres llepant el pas de la rivera, controlaven la defensa del territori. La nòmina de castells és àmplia: Ratxa-Rachel, Benavente, Bernardo, Hernán Sègol i Penya de Frey Domingo. Encara que tots van tenir el seu paper, els dos primers van ser els més importants.

### Reconquesta i Edat Mitjana
L'any 1212, aprofitant el desconcert causat entre els musulmans a causa de la seva derrota en la batalla de les Navas de Tolosa, les tropes d'Alfons IX de Lleó van ocupar definitivament la major part de l'actual província de Càceres. El territori va ser distribuït entre els principals protagonistes de la seva conquesta que van ser encarregats de la seva administració i defensa. La zona occidental de la província cacerenya és lliurada als monjos-soldats de l'Orde d'Alcantara.
Immediatament comencen a arribar colons que construeixen gran nombre de poblats per substituir les antigues alqueries àrabs. Un d'aquests poblats rep el nom de la Zarza, un vell caseriu de pastors que, a mesura que va augmentar la població,ràpidament va créixer en importància. D'altra banda, l'antiga fortalesa musulmana de Ratxa-Rachel va ser reutilitzada rebatejada com Castell de Peñafiel, i el 1251 ses va fer el centre administratiu de tota la comarca circumdant. Ambdós, poble i castell, van ser els llocs de referència durant tota l'Edat Mitjana, si bé Peñafiel va gaudir de major prestigi gràcies al fet que els cavallers alcantarins ho designen com a capçalera de la seva «comanda de Peñafiel i la Çarça». Això encara va augmentar el 1323, quan els veïns de la Çarca van decidir abandonar les seves llars per viure al costat dels forts murs de la fortalesa buscant protecció.
L'any 1356 el mestre de l'Orde va concedir Carta de Fur i Martiniega als pobladors que havien emigrat, per estimular-les a tornar a l'antic assentament. Aquest succés va marcar l'abandó gradual de la fortalesa, que va perdre definitivament la seva preponderància en favor de la Vila de la Zarza.

### Temps moderns
L'any 1500 significa un temps d'esplendor en la història de Zarza. El creixement demogràfic es reflecteix en un desenvolupament urbà molt interessant, on el model de poble tancat entre muralles i amb prou feines infraestructures, és canviat pel de la visió d'una població extensa. Es construeixen destacats edificis civil i religiósos: l'església parroquial, palaus i residències de gentilhomes. Els zarceños porten el nom del seu poble natal fins i tot mar enllà en participar en de la colonització americana.
L'esplendor cultural de les elits xoca amb la cruesa de la societat, que cristal·litza la seva estructura antagònica de classes, en donar preminència a les nissagues nobles, propietàries del camp i de la riquesa municipal, mentre que el poble pla, format per un ramat indigent de camperols, passeja a l'ombra d'aquelles.
La vida diària gira entorn de l'explotació agrícola de l'extens terme municipal, que rep anualment gran nombre de caps de bestiar transhumant, àvides d'arribar als pasturatges de la important devesa de Benavente, origen de la riquesa de Zarza. Els transhumants seràn un dels problemes clau d'aquest segle en el desenvolupament de Zarza la Major, en posseir per a si la major part del camp, deixant molts habitants quasi sense recursos per sobreviure. Defensors acérrimos d'aquest sistema d'explotació de la terra són els Comendadors, que tracten de mantenir el seu
estatus social amb la pervivència d'usos feudals. Davant sorgeix l'oligarquia rural, composta per gentilhomes i pagesos enriquits, que veuen com l'antic poder medieval frena les seves ànsies de poder. Aquest serà un altre dels factors que caracteritzessin el segle el xoc entre poders, un de creixent i l'altre sumint-se més en l'oblit.
D'aquesta forma, embolicada la monotonia en constants disputes iniciades pels uns i els altres, els zarcenys van veure passar el temps, fins que de nou es va presentar, per desestabilitzar definitivament aquell fràgil equilibri, la Guerra de Portugal.

### Guerres amb Portugal
Zarza la Major va tenir dues fites majors en la seva història. El primer va ser la creació de l'assentament romà nucli del futur poble. El segon moment estel·lar va succeir a mitjan segle xvii, fruit d'un nou període de guerres. El motiu va ser el desig d'independència del regne de Portugal. A causa de la seva situació fronterera, Zarza la Major va sofrir com a poques poblacions els rigors del conflicte. Des del 1640 fins al 1668 van haver de suportar diverses temptatives lusitanes per prendre el poble. Als primers compassos de la guerra, el 1644, va arribar el primer cop. El 18 de maig d'aquell any quan, després d'un atac fallit dels portuguesos, rebutjats una vegada més pels zarcenys, va succeir l'explosió i ensulsiada posterior del polvorí, situat als soterranis de la torre parroquial. Més de tres cents persones van morir sota la runa. En 1665, ja sense la defensa de la talaia, va ser fàcil pels lusitans conquistar la plaça, encara que no sense haver-se defensat. Cinc dies va durar el setge final i el 16 de juny Zarza la Major va ser derrotada i els seus habitants van emigrar a altres llocs. Fins tres anys més tard no van retornar.
Zarza va ressorgir de les seves cendres i aixecar una altra vegada cases, esglésies, ermites i palaus. Durant la guerra de successió espanyola, el Marquês das Minas era el general de les tropes lusitanes que van incendiar Zarza la Major el 5 de maig de 1705. No va haver-hi molta resistència aquesta vegada. Abandó i retorn el 1713 es van repetir.
Malgrat el periple negatiu els zarcenys van tornar a reconstruir el poble. Si la seva proximitat a la frontera adés va causar grans mals i que va estar a punt d'enfonsar el seu nom per sempre en l'oblit, ara per a molts zarcenys va esdevenir una oportunitat. Es van dedicar al comerç o contraban amb la nació veïna. Va sorgir el 1749 un projecte il·lustrat: la creació de La Real Compañia de Comerç i Fàbriques d'Extremadura, una manufactura de productes de seda (tafetans, nobleses, damascos, velluts, garlandes, galons i mocadors). L'esperança va ser de poca durada i poc després de la fundació de la fàbrica, el somni de millorar se'n va anar en orris. Amb el tancament de la fàbrica es van enterrar les il·lusions de canvi de la gran majoria de zarcenys. Només uns pocs van treure profit de l'ocasió. Ara tot quedava a les mans dels burgesos, dels nous rics i d'alguns vells llinatges.

### Delseglexixfins a l'actualitat
La gran majoria dels vilatans subsistien en un extens terme municipal del qual amb prou feines posseïen un 25% de la terra per a treballar-la, i la desamortització no va aconseguir l'objectiu desitjat i gairebé tot el terreny estava en mans d'uns pocs terratinents i famílies privilegiades, propietàries absolutes tant de la vida política com de l'economia local. Els vells llinatges van afermar el seu poder. Però també van sorgir nous hisendats que van tractar, si més no, d'equipar-se als primers. En canvi, la resta de la població s'enfonsava cada vegada més en la misèria, abocats a la mendicitat i va haver molta emigració cap al continent americà, i Europa. D'altra banda, les malalties, la carestia alimentosa i els períodes de crisis agrícoles dinamitaban sovint els índexs de mortalitat, que van aconseguir valors molt elevats, únicament contrastats amb una alta taxa de nascuts. I amb aquell panorama tan desolador es va entrar al segle xx.
Amb la caiguda de l'Antic Règim la localitat es constitueix municipi constitucional a la regió d'Extremadura, Partit Judicial d'Alcántara que en el cens de 1842 tenia 690 llars i 3794 veïns. Les primeres dècades del segle XX es caracteritzen per l'agitació de la massa camperola a la recerca de millores per al seu feble i precària situació. Els moviments d'idees socialistes guanyen molts adeptes en Zarza la Major, la població obrera de la qual entrelluca un hàlit d'esperança en les promeses de canvi que van arribant a poc a poc. L'oligarquia, recelosa del que pugui ocórrer, permet certes concessions, però en definitiva tot transcorre de forma molt semblada al període anterior. Amb el pronunciament de la Segona República Espanyola en 1931 es confirmen per fi les pretensions de canvi tan anhelades. Durant uns anys la vida local s'inclina a favor dels més desprotegits i alguns personatges aconsegueixen gran protagonisme com a líders del gir donat a la situació. Est és el cas de l'alcalde socialista en gran part de l'etapa republicana, Julián Notario, qui va dur a terme diverses accions a favor dels camperols i obrers zarceños, com per exemple impulsar mesures que mitigaven en part l'atur laboral, un dels grans mals d'aquells anys. Però el canvi també va produir una fractura total en la societat, que arribava ja molt dividida en dos grans blocs antagònics. Els insults i baralles entre uns i uns altres (esquerra i dreta) van ser notables, asseient-se les bases de l'odi mutu, que ensenyaria la seva cara més cruel després del cop d'estat i l'inici de la Guerra Civil espanyola en 1936.
Després de la guerra civil, els vilatans van emigrar de manera massiva allunyant-se de l'economia basada en l'oliva, el cereal la pastura de vaques i ovelles.